# Tío Luis el de la Juliana
Tío Luis el de la Juliana est un chanteur espagnol né à Jerez de la Frontera au XVIIIe siècle. 

## Biographie
Il est mentionné avec quatre autres cantaors par Antonio Machado Álvarez (Demófilo)qui le considère comme le roi des chanteurs. Il n'est connu que par son surnom. Selon d'autres sources son surnom serait plutôt "Tío Luis de la Geliana", son nom serait Luis Montoya Garcés, et il serait mort aussi à Jerez vers 1830. Créateur de la toná, il est considéré comme l'un des plus anciens cantaors de flamenco.